# 陳沂 (知縣)
陈沂，江苏江阴人，明朝政治人物。
举人出身。嘉靖十八年（1539年），接替程舆任福建永安县知县。